# The Other Kingdom
The Other Kingdom (por su título en español El Otro Reino) es una serie de televisión de fantasía transmitida por Nickelodeon que se estrenó el 10 de abril de 2016. En Latinoamérica se estrenó el 5 de septiembre de 2016, y finalizó el 30 de septiembre del mismo año.

## Sinopsis
La princesa Astral es enviada desde el reino de las Hadas, Athenia, al mundo humano para vivir como una mortal y asistir a una escuela secundaria, durante noventa días, después de lo cual debe tomar una decisión: regresar y finalmente asumir el trono de Athenia, o quedarse en el mundo humano. Durante su estadía en el mundo humano, Astral toma el lugar de una estudiante de intercambio extranjera llamada Winston que es enviada a Athenia en su lugar.

## Personajes

### Personajes principales
- Esther Zynn como Princesa Astral: Es una chica testaruda, impulsiva e infinitamente curiosa. La princesa Astral está absolutamente fascinada por los seres humanos. Haciéndose pasar por un estudiante de intercambio, ella tiene una oportunidad para ver cómo es la vida en el otro lado. Ella está emocionada de finalmente tener una experiencia como verdadera chica. Pero tendrá que ocultar sus poderes de hadas y un perfil bajo si se quiere mantener su identidad en secreto.
- Callan Potter como Tristan: Es un soñador, deportivo, y totalmente el alma gemela de Astral. Pues bien, de acuerdo con Astral, por lo menos. Él es una de las principales razones por las que Astral quiere saber lo que es vivir como un adolescente.
- Celina Martin como Morgan: Es una chica muy inteligente, amable, pero carece de confianza en sí misma, Morgan es probablemente la única chica de la escuela que sabe tanto de hadas como Astral. Es por eso que son tan grandes amigas. Su amor compartido de todas las cosas relacionadas con los medios de cuentos de Morgan y Astral, tienen mucho en común, pero también se traduce en problemas para el secreto de Astral. Hablando de secretos, Morgan tiene un agolpamiento enorme en su amiga Devon, pero no quiere admitirlo.
- Taylor Adams como Devon: Es un chico tímido e inteligente. Devon piensa que si Astral se queda con él, los dos podrán ser normales.
- Josette Halpert como Hailey: Es una chica popular de la escuela, que es el rival de Astral.
- Matt Burns como Brendoni: Es un trol que también es primo de Astral y el siguiente en la línea para reinar en Athenia si Astral decide quedarse en el mundo humano. Cuando Brendoni viene al mundo humano, es interpretado por Adam Peddle.

## Episodios
| Temporada | Temporada | Episodios | Estados Unidos      | Estados Unidos      | Latinoamérica           | Latinoamérica            |
| Temporada | Temporada | Episodios | Comienzo            | Final               | Comienzo                | Final                    |
| --------- | --------- | --------- | ------------------- | ------------------- | ----------------------- | ------------------------ |
|           | 1         | 20        | 10 de abril de 2016 | 19 de junio de 2016 | 5 de septiembre de 2016 | 30 de septiembre de 2016 |

## Producción
Nickelodeon confirmó 20 episodios de The Other Kingdom durante las novedades para el año 2016, el 2 de marzo de 2016 para un total de 20 episodios. Las grabaciones de las serie iniciaron en noviembre de 2015.
El canal estrenó la serie el día 10 de abril de 2016, transmitiendo dos nuevos episodios el mismo día. The Other Kingdom será transmitido todos los domingos a las 19:00 (ET/PT), con dos nuevos episodios. 
En Latinoamérica se transmitió de lunes a viernes a las 19:00 (MX) y 20:30 (AR), la serie se emitió entre el 5 y 30 de septiembre de 2016. Por otro lado al igual que en los Estados Unidos, en Brasil se trasmitió todos los domingos y ahí la serie fue emitida entre el 4 de septiembre y 6 de noviembre de 2016.